# Palden Thondup Namgyal
 Palden Thondup Namgyal (23 mai 1923 – 29 janvier 1982) est le 12e et dernier Chogyal (roi) du Sikkim.
Palden Thondup Namgyal a été reconnu comme le chef réincarné du monastère de Phodong, successeur de Sidkeong Tulku Namgyal.
En décembre 1955, en tant que président de la société de la Maha Bodhi, il se rend à Lhassa au Tibet pour inviter le 14e dalaï-lama  pour le 2 500e anniversaire de la mort du bouddha Siddhartha Gautama. Il retourne en Inde au printemps 1956.  
Le 24 novembre 1956, avec le diplomate indien Apa Pant et Sonam Topgyal Kazi, il reçoit, côté indien du Nathu La, le 14e dalaï-lama quand il fut autorisé par l’administration chinoise à se rendre en Inde à l'occasion de cette célébration du 24 novembre 1956 à février 1957.